# Epiplema catenigera
Epiplema catenigera är en fjärilsart som beskrevs av W. Warren 1905. Epiplema catenigera ingår i släktet Epiplema och familjen Uraniidae. Inga underarter finns listade i Catalogue of Life.